# おにぎり (お笑い芸人)
おにぎり（1977年7月19日 - ）は、日本の元お笑いタレント。本名、片桐 健雄（かたぎり たけお）。
北海道余市町出身。かつての所属事務所は吉本興業。東京NSC第8期生。身長193cm、体重87kg。現在は農業のかたわら北海道でラジオパーソナリティとして活動。

## 来歴
北海道小樽工業高等学校卒業後、18歳から4年間、Vリーグの新日鉄に所属していた。チームメイトであり全日本の中垣内祐一選手のスパイクを止めたことがあるが、一身上の都合により引退。その後東京NSC8期生として入学。
2005年2月の『マンスリーよしもと』で、吉本No.1のジャイアント芸人として紹介されている。ごはんミュージアムの『よしもと ごはん笑（ショー）』などに出演していた。
デビュー当初からピン芸人として活動していたが、2006年に同期の堀部雅人とお笑いコンビ「ニューロマンス」を結成。ツッコミ担当であった。2015年に堀部が長期休養に入ったため、福島健司が加入。2019年7月22日に、自身のTwitterにて同6月末で芸能界を引退していたことを発信した。
引退後に余市町へ帰郷し、2021年3月からイチゴ栽培の研修を1年間受け、2022年4月より新規就農者としてイチゴ農家をしている。そのかたわら「けっぱるお」名義で農業YouTuberとして活動するほか、FMおたるでラジオパーソナリティを担当している。農業に関心を持ったのは、『いきなり黄金伝説 濱口優の巨人と一緒に1ヶ月無人島開拓生活』のロケがきっかけであるという。
すずらんが主催する北海道の大学お笑いのコンテスト「DAICON」に出場したいがために通信制の大学に入学。「身長2m農家フジタ」の芸名で舞台に上がり、アマチュア芸人として復帰している。

## 人物
- 2歳上の兄がいる。家族も大柄な体であり、父親は185cm、母親は175cm、兄は191cmである。家族で焼肉に行った際、レスラーの巡業と誤解されたという[6]。
- 松本人志の舎弟兼ボディガードとして可愛がられているが[7]、後述のように醜態が多く、しばしばネタにされる。また同郷のタカ（タカアンドトシ）にも可愛がられている。
- 2007年9月放送の『ダウンタウンのガキの使いやあらへんで!!』（日本テレビ）で、おにぎり自身のいびきを公開され、94dBという異常なまでに響く奇妙ないびきをしていたことが判明、「いびき芸人」としてフィーチャーされる。また、94dBは番組によると電車の通るガードレール下の騒音に達するといわれる（かねてから松本が番組内でこのものすごいいびきを紹介していたが、浜田雅功に信じてもらえていなかった。しかし、このVTRが流れた後、「コイツと旅行行って楽しいわけがないやろ!?」と松本が言うと、浜田をはじめ、一同全員が納得した）。
- 巨体に似合わず小心なところがあり、松本や山崎らと串カツ屋に行った際、皆が中座している隙におにぎりだけが店主に捕まって文句を言われ、泣かされたことがある。汗かきのおにぎりが紙おしぼりを使いすぎるという理由であった[8]。
- ジャズが好きであり、「こんな体ですがジャズが好きです」というギャグを持っている。
- ハローケイスケとは非公式の師弟関係にあった。ハローのアンケートネタを使わせてもらったり、YouTuber活動をサポートしていた。
- 芸人時代は体重が一時110kgを超えていたこともあったが、農家に転じている2023年現在は87kgまで減っている[4]。

## メディアへの出演歴

### テレビ
- (秘)ひらめ筋
- 森田一義アワー 笑っていいとも!（本名で出演）
- ダウンタウンのガキの使いやあらへんで!!
- ラジかるッ
- ワイ!ワイ!ワイ!
- お試しかっ!
- 人志松本のすべらない話 ザ・ゴールデンSP3
- あらびき団
- 少年タカトシ
- 人志松本の○○な話
- 地球同時多発情報SHOW 革命×テレビ
- 芸人報道
- やりすぎコージー
- ツボ娘
- 世界一受けたい授業
- おこりびと3
- おはスタ1部 (おはスタ645) 2010年11月19日
- いきなり!黄金伝説。SP（テレビ朝日、2010年12月23日）
- 炎の体育会TV
- 雨上がり決死隊のトーク番組アメトーーク!（テレビ朝日、2011年2月17日）
- 超ド級!ありえない世界の映像烈伝第5弾（フジテレビ、2011年7月1日）
- アンリちゃんの執事（テレビ新広島、2012年1月20日 - 2012年9月21日、杉原杏璃と共演）
- アンリちゃんの執事Z（テレビ新広島、2012年10月12日 - 2013年3月22日、杉原杏璃と共演）
- バカソウル
- ピラメキーノ

### ウェブテレビ
- HITOSHI MATSUMOTO presents ドキュメンタル Documentary of Documental（2017年、Amazonプライム・ビデオ）- シーズン1出演

### ラジオ
- FMおたる『キターッ!!シリベシル』
- FMおたる『一生懸命頑張るファーム学園』